# Villa Groedel
La Villa Groedel (en hongrois : Groedel-villa) est un édifice situé dans le 6e arrondissement de Budapest. Elle abrite le siège du Fidesz-MPSz.